# Restless (album de Faye Wong)
Pour les articles homonymes, voir Restless.
 (décembre 2023).
Si vous disposez d'ouvrages ou d'articles de référence ou si vous connaissez des sites web de qualité traitant du thème abordé ici, merci de compléter l'article en donnant les références utiles à sa vérifiabilité et en les liant à la section « Notes et références ».
Albums de Faye Wong
Di-Dar
(1995) Faye Wong
(1997)
Fúzào (浮躁 impétueux), sorti en juin 1996, est le treizième album de Faye Wong et son quatrième album en mandarin. Ce treizième album est sorti sur le label Cinepoly. 

Cet album contient deux collaborations avec le groupe de musique écossais Cocteau Twins, sur les pistes 4 et 8. 

## Titres
1. Sporadic (無常) - 2:34
2. Restless / Impatience (浮躁) - 3:00
3. Imagining (想像) - 3:37
4. Fracture (分裂) - 4:00
5. Uneasy (不安) - 2:10
6. Where (哪兒) - 3:58
7. Decadence (墮落) - 3:39
8. Repressing Happiness (掃興) - 4:06
9. Doomsday (末日) - 3:55
10. Wild Three Hills (野三坡) - 3:49